# Muerte de Nqobile Nzuza
Nqobile Nzuza (Sudáfrica, 1996, ibidem 2013) fue una activista, residente en el asentamiento informal de Marikana, en Cato Cresta, Durban (Sudáfrica). Reivindicó el derecho a la vivienda digna en Abahlali baseMjondolo.

## Muerte
El 30 de septiembre de 2013, en la edad de 17 años, Nzuza fue disparada atrás de su cabeza y como consecuencia murió, durante una manifestación de protesta contra el desahucio organizada por los residentes de Marikana.
La policía admitió participar en el tiroteo a Nzuza, y a otro residente que también fue herido, pero argumentó que actuaron en defensa propia. Representantes de Abahlali baseMjondolo apuntaron la culpabilidad de la policía.

## Consecuencias
La muerte causó controversia significativa. Cuándo Bandile Mdlalose visitó a la familia Nzuza, esté arrestada. Había una gama de letras y declaraciones en el asunto por EE. UU. bien sabidos basó academics como Noam Chomsky y Obispo anglicano Rubin Phillip.
Noam Chomsky escribió una carta al diario The Guardian del Correo en Johannesburgo junto con otros firmantes, entre los que se incluyó Slavoj Zizek, Judith Butler y John Holloway. En el escrito instaban a Jacob Zuma, Presidente de Sudáfrica y James Nxumalo, el Alcalde local para poner punto final a los ataques violentos contra los activistas y sus viviendas en los asentamientos informales.

## Condena
Un agente policial, Phumlani Ndlovu, fue condenado por asesinato y fue sentenciado en 2018 a diez años de prisión. La prueba y vista del proceso duró 5 años. La familia Nzuza se declaró infeliz con el veredicto.